# Єрусалимський Ангел
Єрусалимський Ангел або отець Карм (1185, Єрусалим — 5 травня 1220, Ліката) — самітник, кармеліт, святий католицької церкви. Він належав до першого покоління кармелітів, які прийшли зі Святої землі до Європи на початку ХІІІ століття. За датами існування Ордену можна говорити про його присутність у Римі під час понтифікату Папи Гонорія III, а також про проповідь на Сицилії та мученицьку смерть у 1220 році в місті Ліката. Там, і зберігаються його мощі.

## Біографія

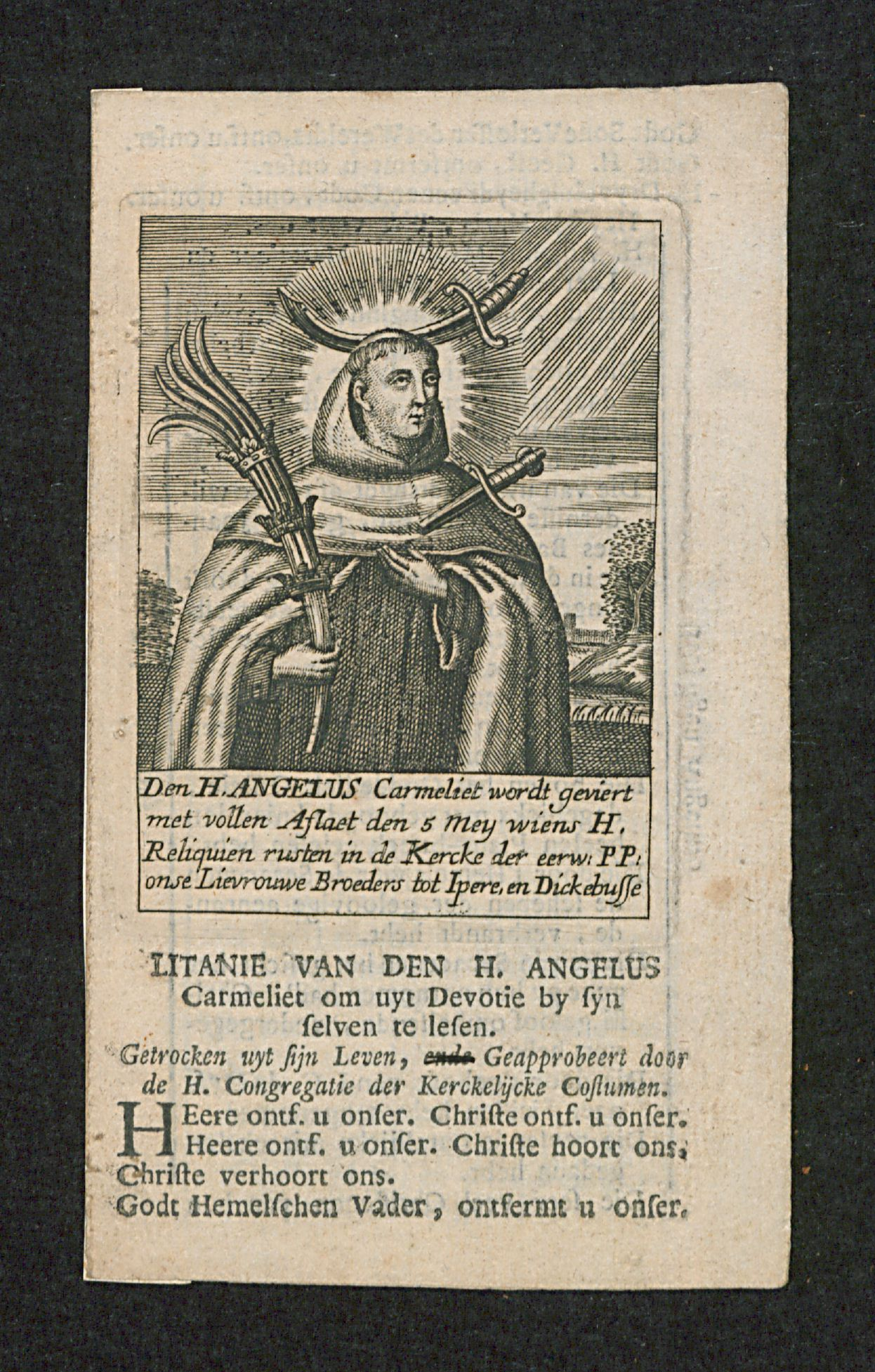
Відбиток у старому німецькому молитовнику із зображенням ангела

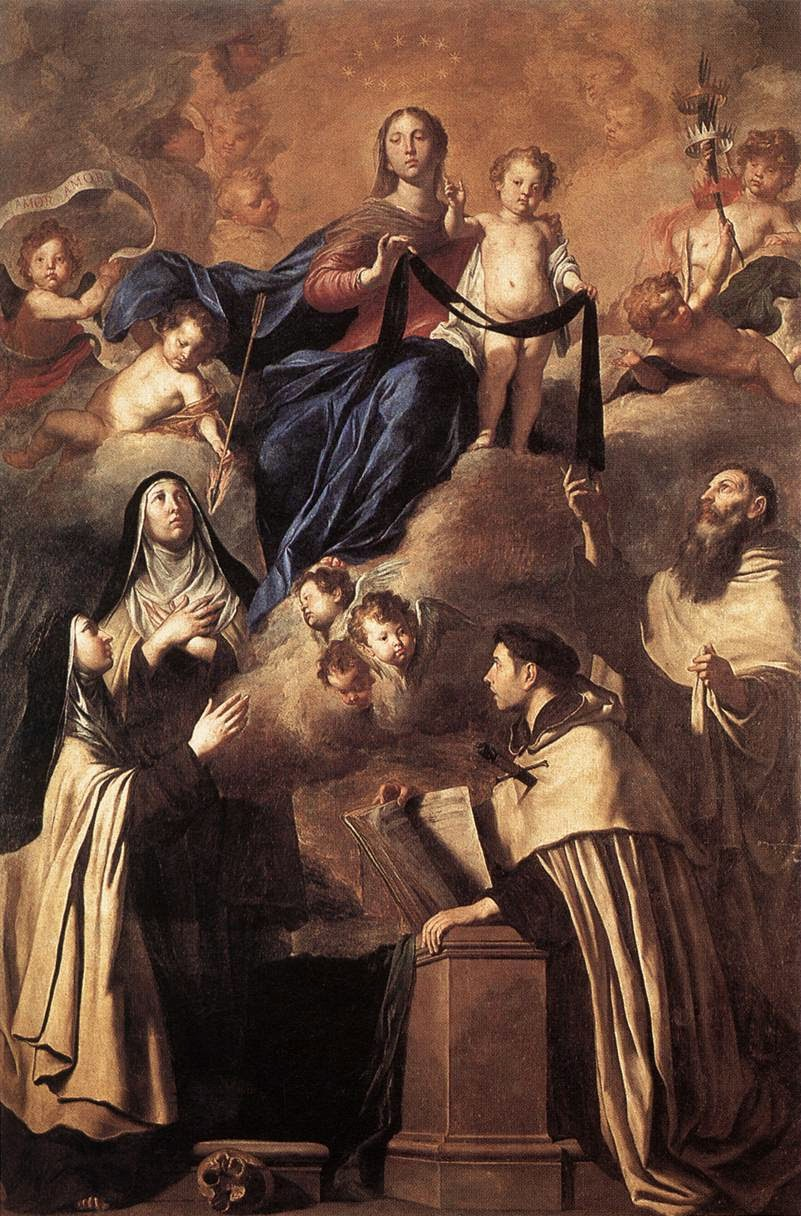
св. Ангел на картині П'єтро Новеллі

Ангел народився в 1185 році на Святій землі, за легендою в єврейській родині, яка прийняла християнство. В ній згадуються імена батьків Джессі і Марія та брата-близнюка — Ян. У видінні Божа Матір мала сповістити батькам про народження братів, наказавши дати їм імена: Ангел та Іван. Коли дітям було чотири роки, батьки, попереджені про смерть, віддали їх на навчання до Єрусалимського патріарху. Далі їх мали віддати у монастир св. Анни біля Золотих воріт, які були родиною Пресвятої Діви Марії. Там хлопці вивчали грецьку, сирійську та латинську мови. У 18 років, після приєднання до пустельницького життя серед братів з гори Кармель, Ангел і його брат Іоанн повинні були прийняти свої обіти в руках генерала св. Брокард . Їхнє релігійне життя з самого початку було дуже наповнене чудесами, молитвами та релігійними чеснотами. Після навчання на священника і кількох років релігійного життя в пустелі Ангел був відправлений з проповідницькою місією до Александрії (Єгипет.) Перед від'їздом у Ангела було видіння Христа, який наказав йому відправитися на євангілієвську місію на Сицилію і водночас оголосив про свою мученицьку смерть. Слухняний Ангел своїм настоятелям і наказу Спасителя через Єгипет, де Александрійський патріарх передав йому мощі святих і ікону Божої Матері, написану св. Луки, щоб відвезти в Європу — він приїхав спочатку в Чивітавекк'ю, а потім в Рим. Там він виконав не тільки місію, отриману від генерала ордену — затвердження правління Папою Гонорієм III, але й мав прославитися проповідями в Латеранській базиліці. Оцінений у своєму харизматичному проповіднику, він був відправлений на Сицилію проти катарів і з надією навернути євреїв. Проповідуючи в сицилійському місті Ліката, він зіткнувся з гнівом лицаря-єретика Беренгарія, якого публічно засудив про свій кровозмішення з сестрою Маргарет. Божевільство напало на св. Ангел під час проповіді в церкві св. Пилипа і Якова і завдав йому п'ять ран. Поранений Ангел помер через чотири дні — 5 травня 1220 р. — публічно пробачивши Беренгарію.
Слава про чудеса, вчинені Ангелом вже на Святій землі, до приходу в Європу, пізніше в Рим і Сицилію, і дієвість його проголошення викликали перед ним благоговіння. Мученицька смерть призвела до його культу відразу після його смерті, а св. Ангел «відплатив» собі численними чудесами біля його гробниці.
Культ св. Ангел існує в Ордені принаймні з 1456 року, а датою його затвердження Папою Пієм II вважається 1459 рік.

## Зображення Ангела

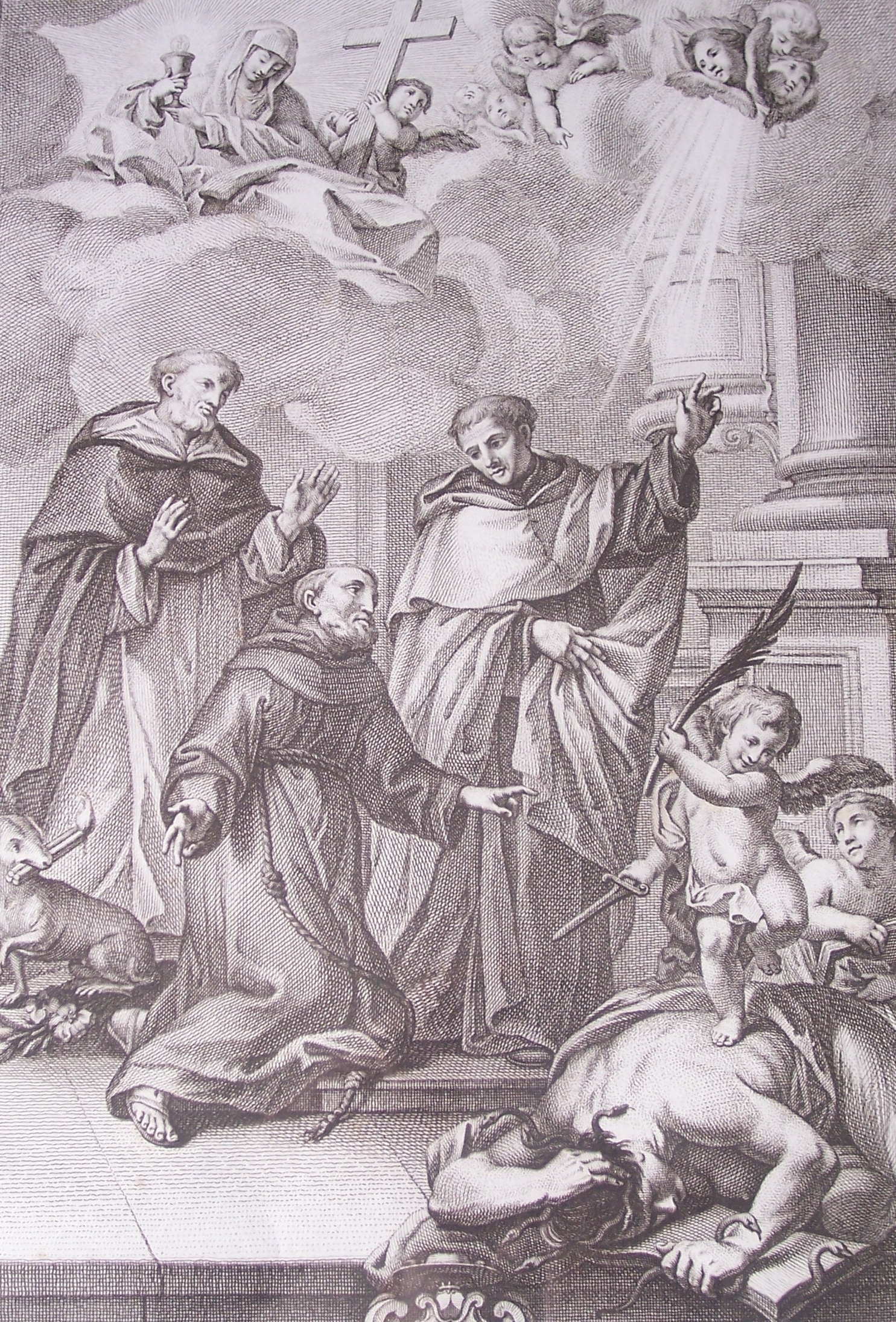
Гравюра кармелітів, Зустріч св. Ангел, св. Франциска і св. Домініка

Святий Ангел має всі атрибути, які найчастіше зустрічаються в іконописі: пальму з трьома коронами, меч, що застряг у серці та меч, що розсікає голову, кармелітський габіт, книгу в руці. Меч, меч і пальма говорять про його мученицьку смерть. Книга символізує проповідницьку харизму. На мученицькій долоні традиційно малюють корони трьома кольорами: червоним (мученицький), синім (споглядання) і зеленим («докторським»; це символ Божого вчення, проповідуваного людям).
Подібні атрибути присутні в найвідомішому зображенні св. Ангела, фра Філіппо Ліппі від 1430 р. — т. зв Мадонна ді Тривульціо, що зберігається в Мілані. Після XVI століття зображення св. Ангели стали дуже популярними, і серія з 16 картин, що зображують його життя, була представлена церкві Санта-Марія-ін-Траспонтіна в Римі — резиденції ордена.

## Галерея

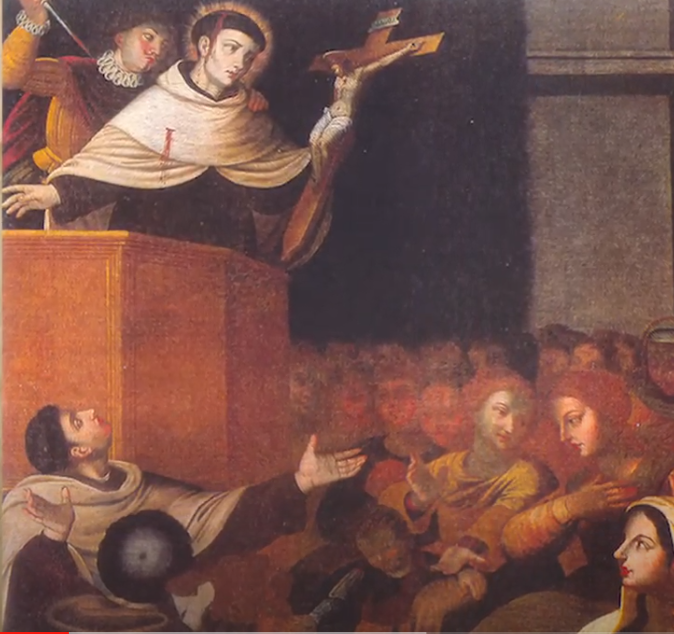
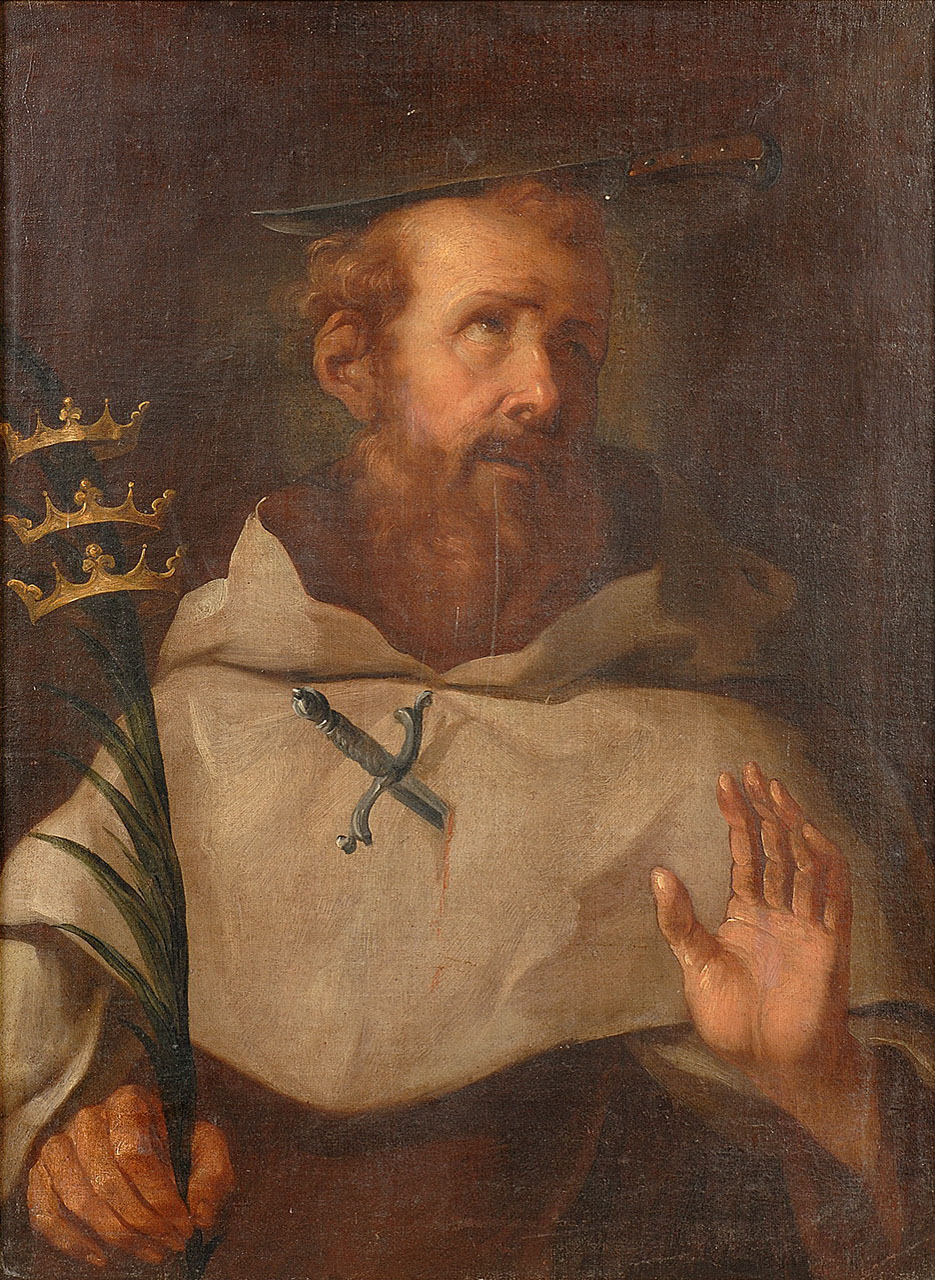
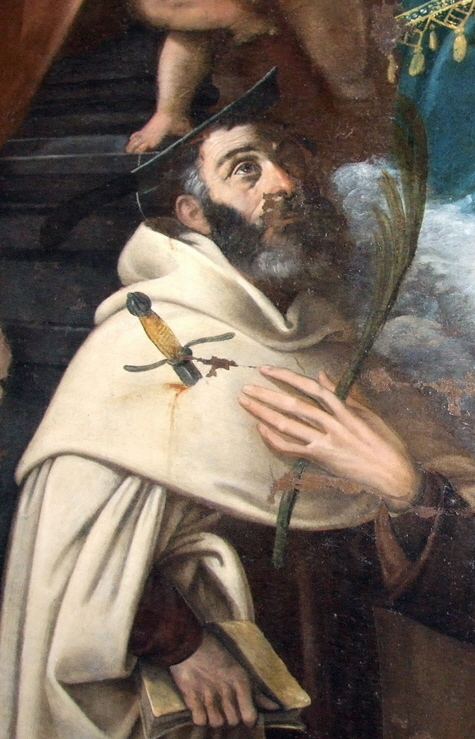
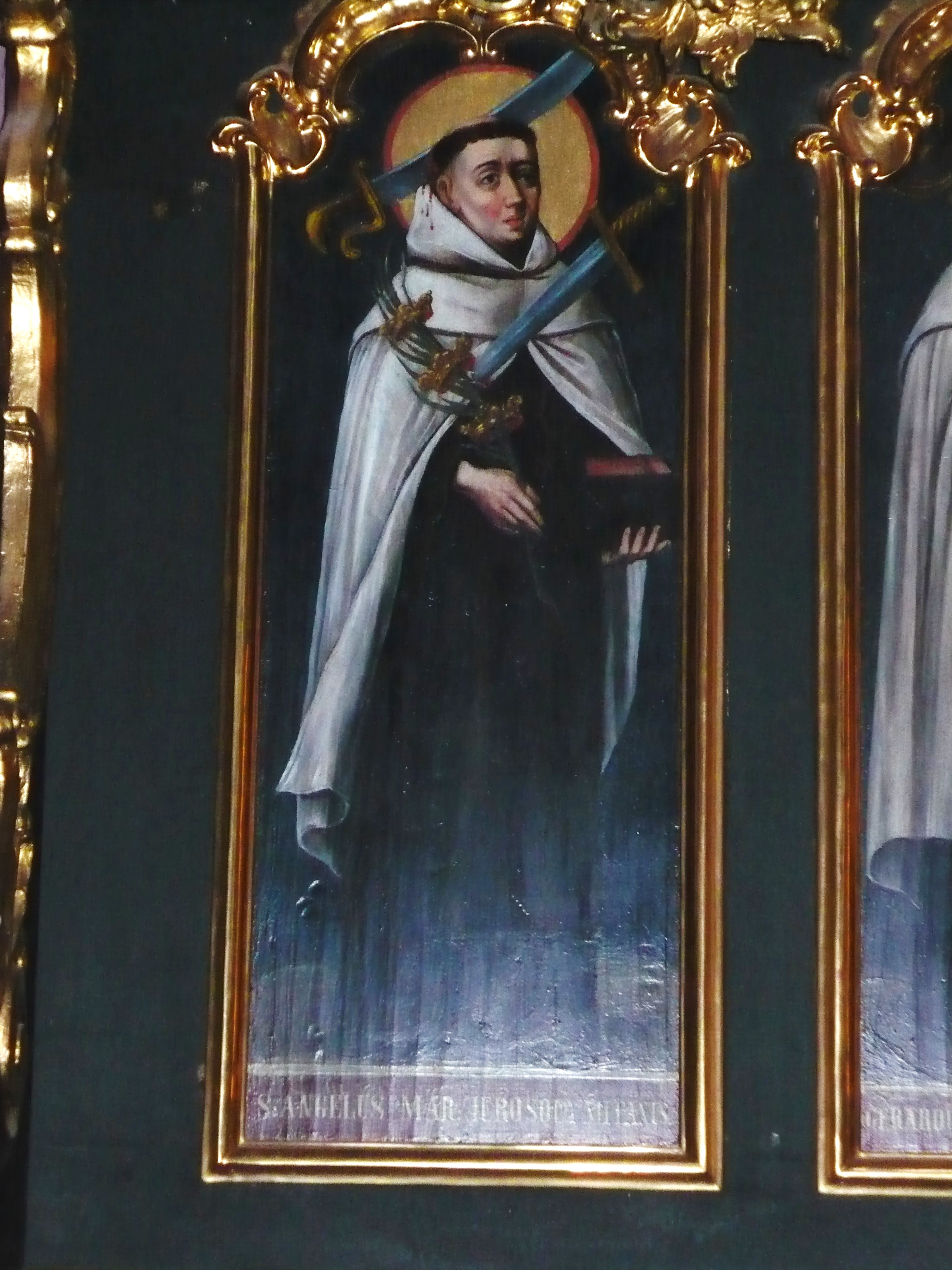
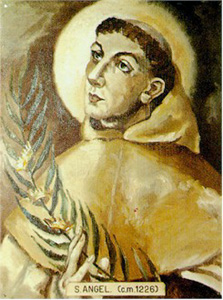
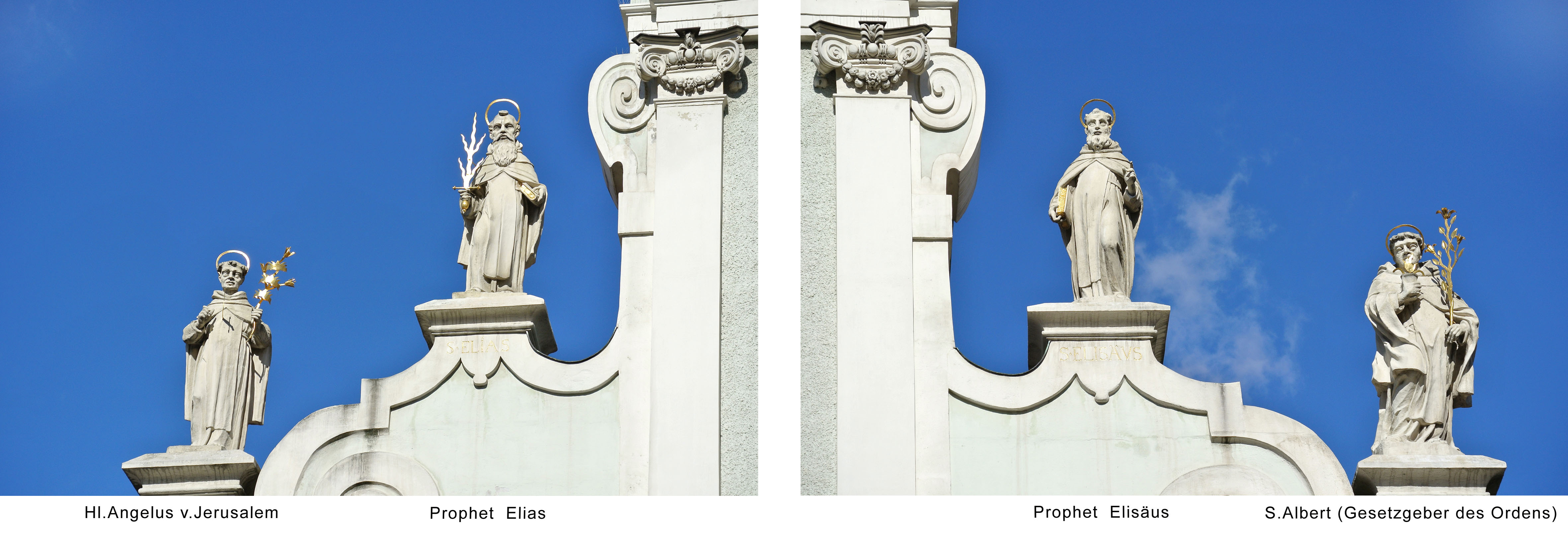